# Valea Oglănicului
Valea Oglănicului este o arie protejată de interes național ce corespunde categoriei a IV-a IUCN (rezervație naturală de tip floristic și faunistic) situată în județul Mehedinți, pe teritoriul administrativ al Breznița-Ocol.

## Localizare
Aria protejată cu o suprafață de 150 hectare se află în extremitatea sud-vestică a județului Mehedinți, în lunca văii Oglănicului (aproape de Insula Banului), în partea sud-estică (în aval) de satul Gura Văii, în imediata apropiere a drumului european E70.

## Descriere
Rezervația naturală a fost declarată arie protejată prin Legea Nr.5 din 6 martie 2000 (privind aprobarea Planului de amenajare a teritoriului național - Secțiunea a III-a - zone protejate) și reprezintă o zonă de studiu al vieții insectelor și protecția  mai multor specii floristice rare. 

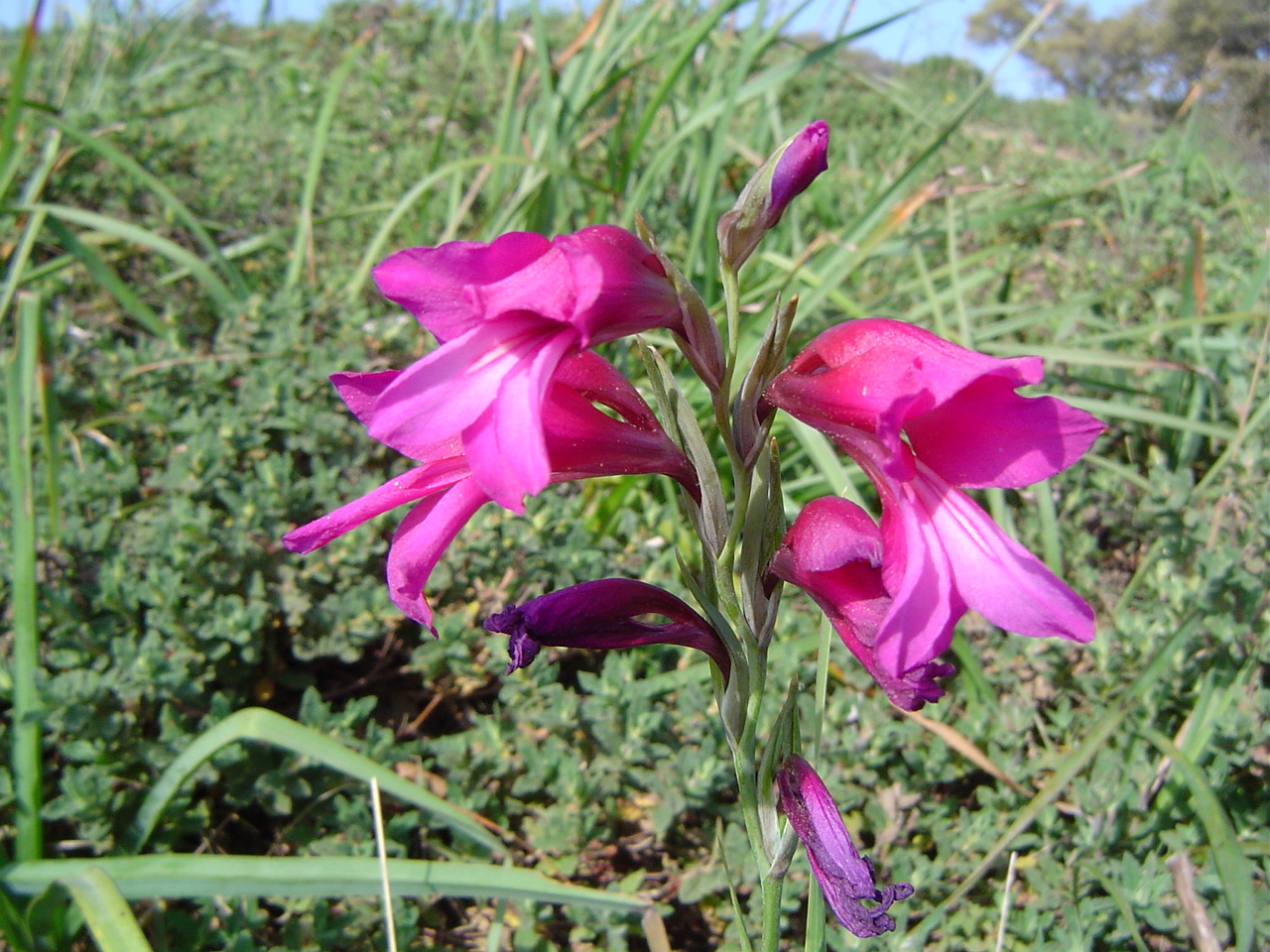
Săbiuţă (Gladiolus illyricus)

Aria naturală este inclusă în Parcul Natural Porțile de Fier.
Printre speciile floristice semnalate în arealul rezervației se află o gladiolă sălbatică (săbiuță) din specia balcanică Gladiolus illyricus, precum și elementul pontic (bujor) din specia Paeonia daurica, sisinel (Pulsatilla grandis), colilie (Stipa danubialis).